# 科瓦克辛
科瓦克辛（Covaxin，代號為BBV152），是印度的一款針對2019冠状病毒病的灭活疫苗，由巴拉特生物技術公司和印度醫學研究理事會合作完成，科瓦克辛已於2021年11月3日獲世衛組織發出緊急使用授權。

## 臨床測試

### 第一及第二階段
2020年5月，印度醫學研究理事會（ICMR）國家病毒學研究所批准，並提供了用於開發由自己國家發明的2019冠状病毒病疫苗。2020年6月，印度藥品管理局（DCGI）批准疫苗進入第一及第二階段的人體臨床測試，並取名為科瓦克辛（Covaxin）。印度醫學研究理事會的第一及第二階段的人體臨床測試中共有十二個地點，並對疫苗進行臨床測試的人進行雙盲和安慰劑對照。
2020年12月，該公司宣布了階段試驗的報告，並通過MedRxiv提出了結果，該報告後來在《柳葉刀》中發表。
2021年3月8日，第二階段結果發表於《柳葉刀》。該研究表明，第二期試驗具有更高的免疫反應和引起的T細胞反應。由於第一階段對比的給藥方案的差異，一般在第一階段完成後的2週內給出的第二階段的劑量，在4週內給出，而不是在第一階段完成後的2週內給出。結果顯示第二階段的疫苗的響應顯著上升。

### 第三階段
2020年11月，科瓦克辛疫苗在完成第一和第二階段段後，批准進行第三階段人類試驗。該試驗涉及在18歲及以上年齡組的隨機志願者，並於11月25日開始雙盲、安慰劑對照研究。第三階段涉及來自印度的大約26,000名志願者。第三階段試驗共涵蓋了該國的幾個州 ,共22個地點，包括德里，卡納塔克和西孟加拉邦。第三階段驗的拒絕率遠高於第一和第二階段。因此，12月22日僅招募了13,000名志願者，而1月5日的人數增加到23,000人。
截至2021年3月，第三階段的結果臨時療效率為81％。

### B.1.1.7 變種病毒
2020年12月，在英國確定了一個新的严重急性呼吸综合征冠状病毒2变种B.1.1.7譜系（VOC-202012/01，又稱Alpha譜系）。透過對該變種病毒的研究，並在bioRxiv中發出的初步結果表明，科瓦克辛疫苗對該變種病毒有效。

## 製造商
疫苗用巴拉特生物技術公司內部的Vero細胞製造生產，具有提供約3000萬劑的能力。該公司正在印度泰倫迦納邦海得拉巴在其基因谷中設立第二個工廠來製造科瓦克辛疫苗。該公司與如奥里萨邦的其他州政府談判，為國家製作疫苗。除此之外，它們還發展了科瓦克辛疫苗與全球的合作。
2020年12月，Ocugen, Inc.與巴拉特生物技術公司合作，共同為科瓦克辛疫苗開發美國市場。2021年1月，精準藥物（precisa medicamentos）與巴拉特生物技術公司達成協議，在巴西提供科瓦克辛疫苗。

## 緊急使用授權
巴拉特生物技術公司向申請印度藥品管理局（DCGI）和印度政府申請緊急使用授權。科瓦克辛（Covaxin）是繼印度血清研究所的印度版阿斯利康疫苗（Covishield）、輝瑞和BioNTech合作研發的輝瑞疫苗之後，第三種獲印度政府批核緊急使用權的新型冠狀病毒病預防疫苗。
2021年1月2日，中央藥物標準控制組織（CDSCO）建議申獲得緊急使用權的許可，並於1月3日授予。因在第三階段測試數據發布之前給出了緊急批准，所以在一些媒體中受到批評。
伊朗和辛巴威批准緊急使用科瓦克辛疫苗。2021年3月18日，模里西斯收到了首次科瓦克辛疫苗的供應。2021年3月19日，尼泊爾於也授予科瓦克辛疫苗緊急使用權。2021年3月29日，巴拉圭收到100,000劑的科瓦克辛疫苗。2021年4月7日，墨西哥對科瓦克辛疫苗發出緊急使用授權。
2021年11月3日，印度國產疫苗科瓦克辛（Covaxin）獲世衛組織緊急授權，根據臨床試驗第3期，保護力達78%，是第七款由世衛組織發出緊急使用授權的新型冠狀病毒病預防疫苗。